# Hemiscyllium galei
Hemiscyllium galei — вид семейства азиатских кошачьих акул отряда воббегонгообразных. Они обитают в западной части Тихого океана на глубине до 4 м. Максимальный зарегистрированный размер 56,8 см. У этих акул удлинённое тело уникальной окраски: спину покрывают тёмные седловидные отметины, окантованные белым цветом, а также хаотично разбросанные белые пятнышки, а брюхо — ряд из 7—8 чётко очерченных овальных и вытянутых по горизонтали тёмных пятен.  Над грудными плавниками имеются характерные круглые отметины в виде «эполет». Они размножаются, откладывая яйца. Не представляют интереса для коммерческого рыбного промысла. 

## Таксономия
Вид впервые научно описан в 2008 году. Известен всего по трём особям. Голотип представляет собой самца длиной 56,7 см, пойманного у берегов Западного Папуа ( 03°53,757' ю.ш. 134°06,638' в.д. ) на глубине 3—4 м. Паратип: самец длиной 54,2 см, пойманный там же. Ранее этот вид путали с индонезийской кошачьей акулой, от которой он отличается окраской. Филогенетический анализ так же подтвердил, что Hemiscyllium galei является самостоятельным видом. Вид назван в честь подводного фотографа Джефри Гейла, акульего энтузиаста и благотворителя, способствующего сохранению среды их обитания. 

## Ареал
Hemiscyllium galei обитают на ограниченной территории у берегов Западного Папуа, Индонезия. Эти акулы встречаются у береговой линии на коралловых рифах на глубине 2—4 м.

## Описание
Капюшон на голове от рыла до жабр отсутствует. У этих акул довольно удлинённое тонкое тело с коротким рылом, предротовое расстояние составляет менее 3 % длины тела. Глаза и окологлазничные гребни приподняты. Ноздри расположены на кончике рыла. Они обрамлены короткими усиками, длина которых менее 1,3 % длины тела. Рот расположен перед глазами и сдвинут ближе к кончику рыла. Нижние губные складки не соединяются на подбородке кожной складкой. Преджаберное расстояние составляет менее 13 % длины тела. Позади глаз имеются брызгальца. Дистанция между анальным отверстием и началом основания анального плавника свыше 38 % длины тела. Грудные и брюшные плавники толстые и мускулистые. Шипы у основания спинных плавников отсутствуют. Спинные плавники одинакового размера, сдвинуты назад. Основание первого спинного плавника расположено позади основания брюшных плавников. Хвостовой стебель очень длинный. Длинный анальный плавник расположен непосредственно перед хвостовым плавником. Хвостовой плавник асимметричный, удлинённый, у края верхней лопасти имеется вентральная выемка, нижняя лопасть неразвита.
Спину покрывают тёмные седловидные отметины, окантованные белым цветом, а также хаотично разбросанные белые пятнышки, а брюхо — ряд из 7—8 чётко очерченных овальных и вытянутых по горизонтали тёмных пятен.  Над грудными плавниками имеются характерные круглые отметины в виде «эполет».  

## Образ жизни
Hemiscyllium galei ведут ночной образ жизни. Днём прячутся в расщелинах рифа или под столовидными кораллами. Максимальная зарегистрированная длина 57 см. 

## Взаимодействие с человеком
Вид не является объектом коммерческого рыбного промысла. Ограниченный ареал делает этих акул чувствительными к ухудшению условий окружающей среды. Данных для оценки Международным союзом охраны природы статуса сохранности вида недостаточно. 